# Strong (Ontario)
Strong to gmina (ang. township) w Kanadzie, w prowincji Ontario, w dystrykcie Parry Sound.
Powierzchnia Strong to 158,73 km².
Według danych spisu powszechnego z roku 2001 Strong liczy 1369 mieszkańców (8,62 os./km²).